# Lucas Radebe
Lucas Valeriu „The Chef” Radebe (ur. 12 kwietnia 1969 w Diepkloof) – południowoafrykański piłkarz i kapitan reprezentacji tego kraju.

## Życiorys
Radebe urodził się w Diepkloof, części miasta Soweto w okolicy Johannesburga jako jeden z jedenaściorga dzieci. Gdy miał 15 lat, rodzice wyslali go do „bantustanu” Bophuthatswana, by uchronić go przed przemocą dotykającą Soweto w erze apartheidu. Lucas w czasie pobytu w Bophutatswana zaczął grać w piłkę żeby zabić czas, jednak na pozycji bramkarza.
Jakiś czas potem ściągnął go do siebie klub Kaizer Chiefs, gdzie zaczął grać jako pomocnik. W roku 1991, gdy szedł ulicą, został postrzelony, jednak na szczęście dla południowoafrykańskiego futbolu - nie śmiertelnie. Motyw zamachu na Radebe nigdy nie został wyjaśniony, jednak sam piłkarz przypuszcza, że ktoś został wynajęty aby go zastrzelić po to, żeby nigdy nie przeszedł do innego klubu.
Po raz pierwszy do 'Bafana Bafana' otrzymał powołanie w roku 1992. W tym samym roku, 7 lipca, zadebiutował w kadrze meczem z Kamerunem. Ostatnie spotkanie w barwach narodowych rozegrał 22 maja 2003 roku przeciwko Anglii. Ogółem trykot 'Bafana Bafana' zakładał 70 razy, strzelając przy tym 2 gole.
Prawdopodobnie z powodu wcześniejszego wypadku Radebe i jego kolega, Philemon Masinga, w roku 1994 przenieśli się do Anglii, by tam grać dla Leeds. Za Lucasa Kaizer Chiefs otrzymali 250,000 funtów. W roku 1996 Radebe z kolegami z reprezentacji wygrali Puchar Narodów Afryki.
W nowym klubie Radebe był prawdziwą gwiazdą. Szybko przylgnął do niego przydomek „The Chef”, którym ochrzczono go z dwóch powodów: po pierwsze, z powodu nazwy jego poprzedniego klubu, zaś po drugie dlatego, że nikt tak jak on nie rządził i nie dzielił w defensywie zespołu. Z tego powodu w sezonie 1998/99 Radebe został wybrany kapitanem Leeds. Był również kapitanem 'Bafana Bafana' na Mistrzostwa Świata 1998. Zagrał tam we wszystkich trzech spotkaniach, od pierwszej do ostatniej minuty.
Gdy Radebe był kapitanem Leeds, zespół odnosił wiele sukcesów. W sezonie 1998/99 Lucas z kolegami zajęli czwartą pozycję w Premiership i tym samym awansowali do Pucharu UEFA. Rok później finiszowali na trzecim miejscu i dostali się do Ligi Mistrzów, gdzie odpadli dopiero po półfinałach.
W roku 2000 Lucasa Radebe dotknęły poważne urazy kolana i kostki, co sprawiło, że musiał odpocząć od futbolu przez blisko 2 lata. Po powrocie do gry znów kapitanował 'Bafana Bafana', tym razem na Mistrzostwach Świata 2002. Znów zagrał we wszystkich trzech spotkaniach, a w meczu z Hiszpanią strzałem głową zdobył gola na 2:2, pokonując w 53. minucie Ikera Casillasa. Niestety, 3 minuty później bramkę dającą zwycięstwo Hiszpanom zdobył Raúl. W tym samym meczu, w 80. minucie Radebe został zmieniony przez Thabanga Molefe. Lucas został również ambasadorem FIFA w akcji Stowarzyszenie SOS Wioski Dziecięce. W grudniu 2000 roku został uhonorowany nagrodą FIFA Fair Play za propagowanie akcji odłączania rasizmu od piłki jak również za pomoc dzieciom w RPA.
Radebe został też uhonorowany tym, że wybrano go do 100 Najznamienitszych Południowoafrykańczyków. W tym plebiscycie zajął 54. pozycję.
Radebe zakończył karierę w roku 2005. Dostał wtedy ofertę pozostania w klubie jako trener młodzieży. Również grupa muzyczna z Leeds, Kaiser Chiefs przybrała tę nazwę by uhonorować zarówno Radebe, jak i jego poprzedni klub.
Lucas ciągle jest pamiętany przez kibiców z Elland Road, którzy ciągle wyśpiewują pieśni pochwalne na jego temat mimo że zakończył już karierę. To tylko pokazuje, jakim szacunkiem darzyli i nadal darzą „The Chefa”.
2 maja 2005 roku na Elland Road w obecności przeszło 37 tysięcy widzów odbył się mecz pożegnalny Lucasa Radebe. W tym spotkaniu jedenastka wszech czasów Leeds United uległa Międzynarodowej Jedenastce 3-7. W meczu zagrało wiele znakomitości piłkarskich zarówno jeszcze grających, jak i tych, którzy już zakończyli karierę. Po boisku biegali tacy gracze, jak Gary McAllister, Vinnie Jones, Jay-Jay Okocha, Mario Melchiot, John Carew, Bruce Grobbelaar, Olivier Dacourt, Nigel Martyn, Gunnar Halle, Neil Sullivan, David Batty, Gary Speed, Gordon Strachan, Gary Kelly, Clyde Wijnhard, Phil Masinga, David Weatherall, Jimmy Floyd Hasselbaink, Tony Yeboah, Paul Robinson, Chris Kamara, Matthew Kilgallon czy Eirik Bakke. Drugi pożegnalny mecz Radebe odbył się w RPA, w Durbanie na Kings Park Soccer Stadium. Jedenastka Gwiazd Południowoafrykańskiej Piłki zagrała z jedenastką Przyjaciół Lucasa Radebe (wygrali ci pierwsi 3:2). Dochody z obu spotkań zostały przeznaczone na cele charytatywne.
28 sierpnia 2006 roku Radebe ogłosił, że ma zamiar powrócić do Leeds po tym, jak nie wybrano go na jednego z ambasadorów Mistrzostw Świata 2010, które odbyły się w RPA. Rozgoryczenie Lucasa było tym większe, że podobno status ambasadora został mu obiecany. W jednym z wywiadów stwierdził, że ma dość ludzi niegodnych zaufania, którzy obiecują mu miejsce w ekipie organizacyjnej, a potem słowa nie dotrzymują .
W październiku 2008 przeżył osobistą tragedię, kiedy to po ponad 3-letniej walce z rakiem żołądka zmarła jego żona Feziwe. 